# Adolf-Grimme-Preis 1974
Der 11. Adolf-Grimme-Preis wurde 1974 verliehen. Die Preisverleihung fand am 22. März 1974 im Theater Marl statt.
Im Rahmen der Veranstaltung wurde auch der „Sonderpreis des Stifterverbands für die Deutsche Wissenschaft“ und der „Förderpreis des Stifterverbands für die Deutsche Wissenschaft“ vergeben.

## Preisträger

### Adolf-Grimme-Preis mit Gold
- Peter Beauvais (Regie), Peter Stripp (Drehbuch), Rosemarie Fendel, Johanna Hofer und Wolfgang Kieling (für Im Reservat, ZDF)
- Edith Scholz (für Buch und Regie zu Der deutsche Bauernkrieg. Die Gewalt soll gegeben werden…, WDR)

### Adolf-Grimme-Preis mit Silber
- Rolf Hädrich (für Buch und Regie zu Fischkonzert, NDR)
- Dieter Magnus (für Buch und Regie zu Kitsch und Konsum: Bemerkungen zur sogenannten Massenkultur, SR)
- Rainer Erler (für Buch und Regie zu Sieben Tage, ZDF)

### Adolf-Grimme-Preis mit Bronze
- Hans Mohl (Buch) und Gunter Vogel (Buch und Regie) (für die Sendung Gesundheitsmagazin Praxis (125): Deutschlands Gesundheitsnotstand Nr. 1, ZDF)

### Ehrende Anerkennung
- Redaktion des WDR (für die Sendung Pipeline – Schüler- und Studentenmagazin)
- Rainer Werner Fassbinder (für die Regie bei Welt am Draht (1))
- Ingo Hermann (für die Regie bei Kinder, Kinder: Erfahrungen muss man selber machen, ZDF)

### Sonderpreis der Landesregierung Nordrhein-Westfalen
- Gerd Albrecht (für die Sendung Das Sonntagskonzert: Keine Angst vor schwerer Musik, ZDF)

### Sonderpreis des Stifterverbands für die Deutsche Wissenschaft
- Hoimar von Ditfurth (für die Sendung Künstliche Erinnerungen? Neue Entdeckungen der Hirnforschung, ZDF)

### Förderpreis des Stifterverbands für die Deutsche Wissenschaft
- Gerhard Henschel (Buch) und Frederic Vester (Buch und Regie) (für die Sendung Denken – Lernen – Vergessen (1). Eine wissenschaftliche Kreuzfahrt durch unser Gehirn, RB)